# Авиталь, Колет
Колет Авиталь (урождённая Абрамович, ивр. קולט אביטל‎; род. 1 мая 1939, Бухарест) — израильский политик и дипломат, депутат кнессета 15, 16 и 17 созывов от партий «Единый Израиль» и «Авода».

## Биография
Колет Авиталь родилась в Бухаресте в Румынии 1 мая 1939 года, а в 1950 году вместе со своей семьёй репатриировалась в Израиль в возрасте 10 лет. Ещё будучи студенткой, она начала работать в Министерстве иностранных дел секретарём, чтобы покрыть расходы на обучение. За последующие годы она поднялась по служебной лестнице в министерстве; она работала в израильской делегации в Париже в период с 1982 по 1985 год, послом Израиля в Португалии с 1988 по 1992 год и генеральным консулом Израиля в Нью-Йорке в период с 1992 по 1996 год. По возвращении в Израиль она была назначена заместителем генерального директора Министерства иностранных дел по делам Западной Европы, что было третьей по значимости должностью в министерстве.
В 1999 году Авиталь решила баллотироваться в Кнессет от партии «Авода», которая вместе с партиями «Гешер» и «Меймад» образовала парламентский альянс «Единый Израиль». Авиталь заняла 24-е место в партийном списке, а партия «Авода» получила только 23 места в кнессете на выборах в мае 1999 года («Единый Израиль» получил 26 мест, из которых два достались Гешеру, а одно — Меймаду), и Авиталь не вошла в состав Кнессета. Но в ноябре 1999 года она всё-таки вошла в состав Кнессета, когда депутат от партии «Авода» Матан Вильнаи подал в отставку. В течение короткого времени она была председателем Комитета по этике и возглавляла Следственную комиссию по идентификации и возвращению имущества жертв Холокоста, которая представила свои выводы правительству в 2005 году. Также в составе 15 созыва кнессета она была членом финансовой комиссии, комиссии по вопросам государственного контроля, законодательной комиссии, комиссии по правам женщин и гендерному равноправию, комиссии по образованию и культуре, особой комиссии по Законопроекту о поправках к законодательству о средствах связи, исполняющей обязанности председателя в комиссии по иностранным делам и безопасности и, кроме того, выполняла обязанности международного секретаря партии «Авода».
В 2001 году Колет Авиталь получила звание кавалера Ордена Почётного легиона, а 18 марта 2010 года Чрезвычайный и Полномочный Посол Франции в Израиле Кристоф Биго присвоил бывшему члену кнессета Колет Авиталь звание офицера Ордена Почётного легиона на специальной церемонии, состоявшейся в резиденции посла в Яффо.